# Ligulibracon levor
Ligulibracon levor är en stekelart som beskrevs av Donald L.J. Quicke 1986. Ligulibracon levor ingår i släktet Ligulibracon och familjen bracksteklar. Inga underarter finns listade i Catalogue of Life.